# 宇宙空母
宇宙空母（うちゅうくうぼ）は、宇宙を舞台にした諸作品に登場する架空の兵器である。
武装した宇宙船の中でも、宇宙空間における宇宙戦闘機や宇宙爆撃機などの艦載機、戦闘用ロボットなどの飛行能力のある小型機動兵器を多数積載し、これを運用するために、発着や整備、補給を行うための機能を中心とした艦艇が宇宙空母と呼ばれることが多い。空母の機能を宇宙空間に移したものといえる。
しかし、スター・デストロイヤーやデスラー戦闘空母のような大威力の砲や重装甲を備え宇宙戦艦並みの砲戦能力を持つ宇宙空母や、逆にヤマトやグワジン級やホワイトベースを筆頭にしたガンダムシリーズの主人公搭乗艦のような軽空母並みの機動兵器（宇宙戦闘機・モビルスーツ）搭載運用能力を持つ宇宙戦艦（これらは言うなれば宇宙航空戦艦である）、はたまたドロスのような宇宙要塞並みに巨大な宇宙空母もあるなど、その境界は曖昧である。
現実に存在する水上艦艇としての空母は、その構造上大型の艦砲を搭載する事は不可能であり、いわゆる戦艦とははっきりと区分される。航空戦艦という艦種で僅かながら例外的に存在し、架空戦記などにはよく登場するが、現実には中途半端なものでしかなかった。それに対して宇宙を舞台とした架空作品では密閉型のハンガーデッキが採用される傾向が強く、そういう制約に縛られる必要は全く無いので、戦艦的な宇宙空母、空母的な宇宙戦艦が存在する。ただし、艦載機運用設備を搭載するため、宇宙戦艦以上に大型で質量が嵩み、加速性能、艦速とも宇宙戦艦に劣るとされる場合が多い。また、海洋空母同様に航空要員を擁するため宇宙戦艦に比して多くの人員を必要とするが故に喪失すれば物的のみならず人的損害は大きく、宇宙空母自身の砲戦はできるだけ避け、あくまで自衛目的に限定すべきとされる。構造的には大きく分けて、外部に露出した飛行甲板があるなど海上の空母に近いデザインのものと、飛行甲板がなく、あるいはトンネル状の外部に露出しない飛行甲板を持ち、艦首、艦尾、側面等に開いた発着口から艦載機を発着させる宇宙ならではの形態がある。また、トンネルの中からレールを伸ばして、蝙蝠の様に搭載するものもある。

## 宇宙空母の例
- エルシオール（ギャラクシーエンジェル）
- アームド級宇宙空母（超時空要塞マクロス）
- 宇宙空母ブルーノア（同名作品）
- ラザルス級宇宙母艦「アムルタート」（銀河英雄伝説）
- カンチェンジュンガ級宙域制圧戦闘母艦（航空宇宙軍史）
- グレートフォックス（スターフォックスシリーズ）
- アタックキャリア（同上）
- 三段空母（宇宙戦艦ヤマト）
- 戦闘空母（同上）
- 高速空母（同上）
- 超大型空母（宇宙戦艦ヤマト2）
- 高速中型空母（同上）
- 地球側空母（同上）
- 二連三段空母（宇宙戦艦ヤマトIII）
- デスラー戦闘空母（宇宙戦艦ヤマト 新たなる旅立ち）
- 巨大宙母（ヤマトよ永遠に）
- 大型空母（宇宙戦艦ヤマト完結編）
- ガイペロン級多層式航宙母艦(三段空母のリメイク) (宇宙戦艦ヤマト2199)
- ポルメリア級強襲航宙母艦(高速空母のリメイク)(同上)
- ゲルバデス級航宙戦闘母艦(戦闘空母のリメイク)(同上)
- アンドロメダ級前衛武装宇宙艦(三番艦アポロノーム、五番艦アンタレス、ガミラスライセンス生産仕様のみ)(宇宙戦艦ヤマト2202)
- 宇宙母艦ジャスダム（惑星ロボ ダンガードA）
- ゴンドワナ（機動戦士ガンダムSEED DESTINY） - 空母機能を有してはいるが、その他にも艦艇を丸々収容可能な内部容積や味方艦艇を修理する工作艦機能、非常に充実した指揮機能などを有しており、空母というよりは移動基地に近い存在である。
- ピア・デケム・ピット（勇者王ガオガイガーFINAL）
- 特一級強襲空母 TA-23 カガリヤ・モミジ（それゆけ!宇宙戦艦ヤマモト・ヨーコ）
- ドロス、ドロワ（機動戦士ガンダム）
- バトルスターギャラクティカ（宇宙空母ギャラクティカシリーズ）
- バトルスターペガサス（同上）
- サイロン・ベーススター（同上）
- マルコ・ポーロ（宇宙英雄ペリー・ローダン）
- デス（沙羅曼蛇）
- グレイジャス級航空戦艦 (オウバードフォースアフター)